# Loth et ses filles (Le Guerchin)
Pour les articles homonymes, voir Loth et ses filles.
Loth et ses filles  est un tableau réalisé par le peintre italien Le Guerchin en 1651.

## Description
De format horizontal, cette peinture à l'huile sur toile est une peinture religieuse qui illustre un passage du Livre de la Genèse, dans l'Ancien Testament. Elle représente Loth buvant le vin que lui verse sa fille aînée pour l'enivrer, seins nus pour le séduire. La scène se déroule sous le regard de la cadette, assise derrière lui, et alors que dans le lointain s'aperçoit encore son épouse transformée en statue de sel, ainsi que Sodome en flammes. L'œuvre est conservée au musée du Louvre, à Paris, en France.